# Nature Immunology
Nature Immunology è una rivista scientifica mensile sottoposta a revisione paritaria, che si occupa di immunologia. È stata fondata nel 2000, come espansione della famiglia di riviste afferenti a Nature.
La caporedattrice è Jamie D. K. Wilson.
Secondo il Journal Citation Reports, nel 2021 la rivista ha ricevuto un fattore di impatto pari a 31,250, collocandosi al 4º posto su 161 riviste nella categoria "Immunologia".